# Sterling Airways Flight 296
Den 14. marts 1972 var Sterling Airways Flight NB 296 på vej fra Colombo i Sri Lanka til København i Danmark med charterturister fra Tjæreborg Rejser. Flyet skulle mellemlande i Dubai, men ramte et bjerg under indflyvning nær byen Kalba i de Forenede Arabiske Emirater. 112 passagerer og besætningsmedlemmer omkom ved ulykken, der skyldtes en pilotfejl, hvor piloterne fejltolkede flyets position og begyndte en for tidlig nedstigning (descent) mod Dubai. Det er den hidtil værste flyulykke i de Arabiske Emirater.

## Ulykken
Sterling Airways Flight NB 296 lettede fra Bandaranaike International Airport ved Colombo, Ceylon (nu Sri Lanka) om eftermiddagen den 14. marts 1972 på vej til Københavns Lufthavn i Danmark. Ombord var 106 passagerer og seks besætningsmedlemmer. På turen skulle foretages tekniske mellemlandinger for påfyldning af brændstof i Bombay (nu Mumbai) i Indien, Dubai i Forenede Arabiske Emirater og Ankara i Tyrkiet, hvor flyets besætning tillige skulle udskiftes.
Efter to timer og 45 minutters flyvning fra Bombay, lagde NB 296 ved 22-tiden an til landing i Dubai. Det var kaptajn Ole Jørgensens første tur på Ceylon-ruten som kaptajn, men han havde tidligere fløjet ruten adskillige gange som andenpilot og foretaget landinger i Dubai ved dagslys samt en enkelt natlanding på bane 12, hvorimod landingen den 14. marts var med modsat anflyvning til bane 30. Styrmanden, firstofficer Jørgen Petersen, der var indkaldt som stand by (erstatning for en anden pilot) og ikke tidligere havde fløjet ruten, antages at være piloten, som skulle lande flyet, da det var kaptajnen, der udførte radiokommunikationen med flyvelederen i Dubai og opdaterede flyveplanen. (Radiokommunikationen udføres normalt af den pilot, som ikke aktivt lander flyet.) NB 296 bad om landingstilladelse og ville foretage en såkaldt straight in (direkte) anflyvning til bane 30, hvilket betød, at man fra Omanbugten skulle flyve tværs over Muscat-halvøen. På den østlige kyststrækning, bag byerne Fujairah og Kalba, er der en 600-800 meter høj bjergkæde før den flade ørken ved Dubai på den vestlige side.
Det havde regnet meget i området de foregående dage. Vejret i kystområderne var let til spredt skyet, lokalt overskyet med spredt torden, mens det inde i landet var letskyet til skyfrit. Flyvelederen i Dubai bad NB 296 rapportere, når de kunne se banen. NB 296 spurgte til et af instrumentlandingssystemerne (NDB "DO") på bane 30 og fik at vide, at systemets antenne var svag på grund af baneforlængelse, men de kunne bruge de andre systemer (VOR og ILS). Der lød en kliklyd i radioen som afslutning på en transmission. Flyvelederen spurgte: »296, dit radiosignal blev svagt, venligst gentag?« Få sekunder senere bad flylederen atter NB 296 om at gentage, og kort efter spurgte han, om de kunne se banen. NB 296 svarede, at nålen på det automatiske landingsinstrument (VOR) svingede afvigende. Det var det sidste, man hørte på radioen – flyvelederen blev ved med at kalde på 296 et stykke tid – seks minutter senere, klokken 18:10 UTC (22:10 lokal tid), meddelte Dubai til Bahrain Center, at man havde mistet radiokontakten til NB 296.
Nogle indbyggere i Kalba var i gang med at grave vandrender om hytterne for at lede regnvandet væk. Ved 22-tiden (lokal tid, kl. 18 UTC) så de et fly komme ind over byen i meget lav højde og videre ind over land mod vest, hvor det ramte først en bakketop og derefter fortsatte videre ind i en anden. Der opstod flammer, som lyste mod skyerne. Der fandtes ingen telefoner i området, så de forsøgte i stedet at komme frem til ulykkesstedet med en Landrover, men måtte opgive, da bilen hang fast i mudderet. Nogle beboere oppe i den lille landsby Hayl i bjergene hørte et brag, men da det var stærk regn, mørkt, og de allerede var gået til ro, forbandt de det ikke med en flyulykke, men mente, det skyldtes vejret.
NB 296 var gået ned til omkring 500 meters højde, hvilket er lavere end bjergene. Flyets venstre vinge ramte en fjeldryg tæt ved landsbyen Hayl. Vingen brækkede af ved hjulbrønden, flyet krængede til venstre og fortsatte 265 meter direkte ind under toppen på den næste fjeldryg, hvor det knustes fuldstændigt. Vragdele faldt 300 meter ned ad fjeldskrænten til både hoveddalen og fire sidedale, hvor de blev spredt over et 200 x 400 meter vifteformet område uden noget egentligt hovedvrag. Der opstod flere spredte brande. Havariet skete med en voldsomhed, som ingen overlevelsesmuligheder levnede. Alle 106 passagerer og seks besætningsmedlemmer om bord på flyet omkom.
Klokken 20:15 (lokal tid, kl. 19:15 UTC, godt en time efter ulykken) om aftenen modtog Kastrup Lufthavn en telex fra Bahrain om, at Sterling NB 296 var savnet. Luftfartsdirektoratets havariberedskab fik besked klokken 22. Om formiddagen den 15. marts kom der information om, at flyet var fundet havareret på østsiden af Muscat-halvøen. Om eftermiddagen rejste en gruppe bestående af repræsentanter fra Luftfartsdirektoratet, Rigspolitiets tekniske afdeling og eftersøgningstjeneste, inklusive retsmedicinere og retsodontologer, samt repræsentanter for Sterling Airways til Dubai. De lokale myndigheder afstod fra at foretage havariundersøgelse på grund af manglende kapacitet, men tilbød i den udstrækning det var muligt at yde al mulig assistance. Herefter overtog den danske gruppe ansvaret for havariundersøgelserne, herunder bjærgning og indentificering af de omkomne. Svenske og norske teknikere ankom dagen efter og sluttede sig til den danske gruppe. Desuden kom der repræsentanter fra de franske myndigheder og flyfabrikken Sud Aviation.

### Passagerer og besætning om bord på Flight 296
| Nationalitet | Passagerer | Besætning | Total |
| ------------ | ---------- | --------- | ----- |
| Danmark      | 68         | 6         | 74    |
| Sverige      | 20         | -         | 20    |
| Norge        | 12         | -         | 12    |
| Finland      | 4          | -         | 4     |
| Vesttyskland | 2          | -         | 2     |
| Total        | 106        | 6         | 112   |

Kilder:

## Årsag til havariet
Luftfartsdirektoratets Flyvehaverirapport for Sterling Airways OY-STL fra den 2. november 1973, forklarer blandt andet om årsagen til havariet:
Den anvendte flyveplan var blevet revideret i en nyere udgave, men ikke korrekt mærket og distribueret til Sterling Airways briefingkontorer i København, hvorfor besætningen på NB 296 havde den ældre version. Det sidste rapporteringspunkt før Dubai var ændret, hvilket medførte en mindre ændring i distancen til lufthavnen. Yderligere var de forudfyldte standardflyveplaner baseret på Pratt & Whitney jetmotorer af typen JT8D-7, men OY-STL var udstyret med de noget kraftigere JT8D-9 motorer.
Besætningen brugte muligvis også flyets vejrradar som navigationshjælp. Den måtte kun anvendes sekundært til navigation, som en bekræftelse på oplysninger fra andet udstyr. Når man fløj fra øst mod Muscat-halvøen, optrådte det fænonmen ofte, at ørkenen bagved bjergene ikke fremkaldte noget ekko på vejrradarskærmen, hvilket medførte en fejlbedømmelse af afstanden på omkring 25 NM (ca. 46 km). Skyformationer og tordenskyer har også kunnet udviske kystlinjens konturer. Derved kan den vestlige kant af bjergene ved en ukritisk betragtning fremtræde som vestkysten af halvøen. Hvis man alene baserer sin navigation på radaren, kan det foranledige forkert flyvning.
Andre fly i området rapporterede efterfølgende, at man kunne se lys fra boreplatforme og byer. De to byer Ghurayfah og Fujayrah på østkysten af Muscat-halvøen var nærmest sammensmeltet, mens en tredje by Kalba lå nogle kilometer mod syd. Byerne havde en samlet nord-sydgående udstrækning på cirka syv kilometer. En del af Fujayrah by bestod af to husrækker, placeret adskilt fra den øvrige by. Imellem de to husrækker var 19 lysmaster med en indbyrdes afstand på 40 meter, hver bærende én jodlampe. På husene var også anbragt lamper således, at de tilsammen med gadelyset dannede tre rækker lys over en samlet længde på 740 meter, orienteret 327°-147°, hvilket næsten svarede til orienteringen af landingsbanen i Dubai på 300°-120°. Det øvrige byområde var ligeledes stærkt oplyst og syntes fra luften større, end man skulle forvente. I dagene op til den 14. marts havde der været megen regn, som jorden ikke kunne absorbere, så lysrefleksioner fra de våde, flade områder omkring byerne har været med til at forstærke en illusion om, at det var dele af Dubai. De to lige husrækker med gadebelysning i midten kunne opfattes som banebelysning og dermed Dubai lufthavn. Hvis byerne blev observeret gennem et brudt skylag, skønnedes muligheden for en sådan fejltagelse større.
Såfremt piloterne har troet, at byerne var Dubai, og lysrækkerne var lufthavnen, så må de på et tidspunkt ved passage af kysten være blevet klar over, at det var en fejl. Det var umiddelbart over kysten, at NB 296 kaldte op på radioen om "DO" NDB, hvilket kunne antyde, at man søgte ved hjælp af ADF'en (radionavigations system) at få indtryk af, hvor tæt man var på lufthavnen. Efterfølgende undersøgelser viste, at VOR-indikation blev upålidelig i i 3200 fod (ca. 1100 m), og "off flag" (uvirksom) kom på i 3000 fods (ca. 900 m) højde.
Den omstændighed, at NB 296 forblev nede i højden, indikerer, at man på intet tidspunkt før til sidst har anet uråd, men har troet at være tæt på Dubai. Det har ikke været muligt at afgøre, hvor langt NB 296 har været nået i before landing checkliste (før landing checkliste), om den fx har været afsluttet, og en eventuel overskydning iværksat. Heller ikke på grundlag af øvrige undersøgelser af vragdele har det været muligt at afgøre, til hvilket stade af checklisten man var nået. Det forhold, at spoilers vælgerhåndtag var valgt i retracted position (tilbagetrukket position), lader imidlertid formode, at ingen overskydning havde fundet sted. (Spoilers er en anordning på oversiden af en flyvinge, som kan vippes op for at reducere opdriften.)
Umiddelbart før havariet havde NB 296 indledt en stigning på ca. 600-700 fod/min (ca. 200 m/min). Straks dele af venstre vinge blev revet af, blev fartøjets opdrift reduceret, og det har ikke været i stand til at holde rate of climb (konstant opstigning), men allerede ved det andet kollisionspunkt haft en svag rate of descent (nedstigning). Emergency checklist (nød-checkliste) blev fundet uopslået i den dertil indrettede metallomme, hvilket antyder, at man ikke har været i gang med nogen nødprocedure, i hvert fald på havaritidspunktet. Ror og højdetrim blev fundet i indstillinger, som svarede til normalt ved den givne flyvefart og et normalt luftfartøj.
Havarirapportens konklusion:

Arsagen til havariet var, at luftfartøjet blev ført under den foreskrevne minimum flyvehøjde, væsentligt foranlediget af

- at piloterne troede sig længere fremme, formentlig på grund af fejlagtig information fra den anvendte forældede flight plan (flyveplan) formular eller på grund af fejlfortolkning af vejrradaren eller en kombination af begge, samt

- at piloterne, da de fik visuel kontakt med byerne Fujayrah, Ghurayfah og Kalba, mente at få bekræftet deres position gennem opfattelsen af, at disse var Dubai.